# Kruchowo
Kruchowo [pronunciación en polaco: /kruˈxɔvɔ/] es un pueblo ubicado en el distrito administrativo de Gmina Trzemeszno, dentro del Distrito de Gniezno, Voivodato de Gran Polonia, en el oeste de Polonia central. Se encuentra aproximadamente a 6 kilómetros al norte de Trzemeszno, a 17 kilómetros al noreste de Gniezno, y a 65 kilómetros al este de la capital regional Poznań.
El pueblo tiene una población de 1,064 habitantes.